# Gyula (naziv)
Gyula (tudi yula, gula, gila) je madžarski naziv za vojvodo oziroma vojaškega poveljnika madžarske plemenske zveze. Po muslimanskih in bizantinskih virih, je šlo za drugi najvišji naziv v madžarski plemenski zvezi v 9. in 10. stoletju. V najzgodnejših virih je beseda gyula izpričana le kot osebno ime (Gyyla, Geula, Gyla, Iula). Madžarske kronike navajajo, da je Transilvaniji vladalo zaporedje gyul, in da je zadnjega gyulo ujel kralj Štefan I.

## Etimologija
Naziv gyula sicer nima prepričljive etimologije, vendar  izraz verjetno prihaja iz družine turških jezikov. Izraz prvič srečamo že v časih Hunov in kitajski viri poročajo o voditelju  Luli ali Guli Vangu, pri čemer so možne razlage naziva tudi kokli in juli.  Sorodni so mu staroturški izraz Yula, kitanski Yila in mongolski Jula, mongolski izraz joloo pa pomeni »vladati.

## Dvojno poglavarstvo
Dvojno poglavarstvo pomeni, da je politična skupnost imela na eni strani sakralnega voditelja brez vojaške oblasti in na drugi strani vojaškega voditelja.  Gyula je upravljal z vojsko, kende pa je bil duhovni poglavar. V času, ko so Madžari prebivali severno od Azovskega morja v tim. Levédiji, so se nahajali pod nadoblastjo Hazarskega kaganata in od tod naj bi prevzeli institucijo dvojnega poglavarstva.  Na ravni celotne plemenske zveze naj bi sistem dvojnega poglavarstva  propadel leta 904, ko naj bi umrl zadnji kende Kurszán. Ko odtlej govorimo o madžarskih vladarjih, govorimo predvsem o »velikih knezih« (madž.: Nagyfejedelem) in ne ugibamo več o razmerju med gyulami in kendeji. Poleg gyule in kendeja so Madžari poznali tudi vrhovnega sodnika ali horka.

## Nejasnosti glede nosilcev naziva
Mnogi zgodovinarji (npr. György Györffy, Florin Curta) so mnenja, da je bil Árpád v času osvajanja Panonije nosilec naziva gyula. obstaja pa tudi nasprotno gledišče (npr. Gábor Vékony, C. A. Macartney), da je bil Árpád v resnici kende, gyula pa da je bil Kurszán (Chussal, Chussol) saj Kurszánovo ime za razliko od Árpádovega v času osvajanja pogosto srečujemo v zahodnih pisnih virih.
Obdobje 9. in 10. stoletja je v madžarski zgodovini slabo dokumentirano, naziv gyula se v 10. stoletju javlja kot naziv visokega uradnika iz Transilvanije, ki je bil podrejen velikemu knezu. Gesta Hungarorum govori o več transilvanskih nosilcih naziva gyula. V Gesta Hungarorum izvemo, da naj bi kralj Štefan I. dal ujeti transilvanskega Gyulo, podobno pa poroča tudi delo Chronicon Pictum.